# Gustav Adolf Bilfinger

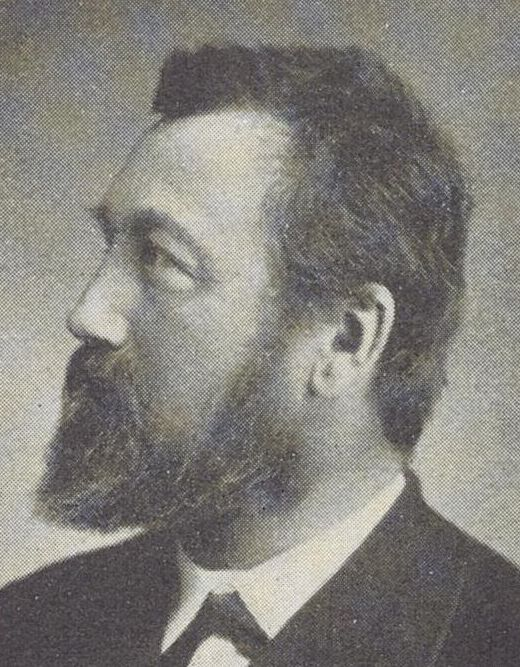
Gustav Adolf Bilfinger

Gustav Adolf Bilfinger (* 6. März 1840 in Jägerthal im Elsass; † 29. März 1914 in Stuttgart) war ein deutscher Gymnasiallehrer, Historiker und Chronologe.

## Leben
Gustav Adolf Bilfinger wurde als zweiter Sohn einer schwäbischen Beamtenfamilie geboren. Sein Vater Herrmann Wendelin Bilfinger war derzeit als Hüttenverwalter im Elsass eingesetzt.
Als Sechsjähriger zog er mit der Familie nach Stuttgart um, wo sein Vater zum Bergrat berufen wurde.
Im Jahr 1854 führte den Schüler das bestandene Landexamen in das Seminar in Urach. Von da, im Jahr 1858, ging er ins Evangelische Stift Tübingen und dann an die dortige Universität zum Studium der evang. Theologie. Auf diesem Wege wurde der Nachwuchs für eine Beamtenlaufbahn in Verwaltung, Schule und Kirche seit vielen Generationen in Württemberg rekrutiert. Seit 1859 war er Mitglied der Studentenverbindung Tübinger Königsgesellschaft Roigel.
Die obligatorischen theologischen und philosophischen Studien hat Gustav Bilfinger angereichert und nach bestandenem theologischen Examen mit dem Studium der Philologie und der französischen Sprache vertieft. Sein Ziel war nicht das Pfarramt, sondern die Lehrtätigkeit. So hat er sich im Schuldienst hochgedient, promoviert und die Professoratsprüfung abgelegt.
Im Jahre 1876 erhielt er eine ständige Anstellung an dem Stuttgarter Eberhard-Ludwigs-Gymnasium. Seine Unterrichtsfächer waren Latein und Griechisch sowie die kurz zuvor von der Klassikerlektüre abgetrennte Altertumskunde. Bekannt ist seine Freude an den alten Sprachen. Die für das Theologie-Studium notwendigen Sprachkenntnisse, seine von der Antike bis zum Mittelalter reichenden großen Literaturkenntnise, sein gutes Gedächtnis und die Freude an mathematischen und technischen Zusammenhängen machten aus Gustav Bilfinger die Gestalt eines hochrangigen Gelehrten und eines sehr guten Pädagogen.
Bilfinger selbst hat es nicht leicht gehabt. Er litt an einer Behinderung, die gerade geistiges Arbeiten wie Lesen und Schreiben stark einschränkt. Mit neunzehn Jahren, während seiner Studentenzeit, wurde ihm durch einen Unfall bei Schießübungen das rechte Auge ausgeschossen. Mit zunehmendem Alter verspürte er dann am verbliebenen linken Auge ein rasches Abnehmen der Sehkraft, so dass er schließlich 1903 mit 63 Jahren seine Arbeit am Gymnasium aufgeben musste. Er starb in Stuttgart am 29. März 1914 im Alter von 74 Jahren.

## Leistungen
Zu seiner Arbeit, die wohl angeregt durch den Umgang mit kulturellen Zusammenhängen von der Antike bis zur Neuzeit, für seine Lehrtätigkeit relevant war, aber seinen literarischen Niederschlag erst durch intensive Arbeit in seiner außerschulischen Betätigung fand.
Wir können drei Zeitabschnitte in seinem geistigen Schaffen unterscheiden.
- ab 1882: horologischen Studien (Chronologie)
- ab 1892: altnordischen Studien
- ab 1902: Studien über Volksglauben und Volksbräuche

Es ist nicht eindeutig ersichtlich, wie Gustav Bilfinger auf das Gebiet der chronologischen Studien kam. Dem gründlichen Forscher und Gelehrten sind sicher die unterschiedlichen Ergebnisse aufgefallen bei den Bemühungen seiner Zeitgenossen, die 1825 und 1826 erschienenen zwei Bände von Christian Ludwig Idelers Handbuch der technischen und mathematischen Chronologie zu verarbeiten.
Aufgrund seiner Sehbehinderung sind kaum Publikationen aus seinen späteren Jahren bekannt.

## Schriften
- 1883: Antike Stundenzählung
- 1886: Zeitmesser der antiken Völker
- 1888: Der bürgerliche Tag

 Die babylonische Doppelstunde
 Die antiken Stundenangaben; Online
- 1891: Die Sterntafeln von Biban-el-Moluk
- 1892: Die mittelalterlichen Horen und die modernen Stunden; Online
- 1899: Untersuchungen über die Zeitrechnung der alten Germanen – 1. Das altnordische Jahr Online
- 1901: Untersuchungen über die Zeitrechnung der alten Germanen – 2. Das germanische Julfest Online